# Saint-Pair-sur-Mer
Saint-Pair-sur-Mer ist eine französische Gemeinde mit 4372 Einwohnern (Stand: 1. Januar 2022) im Département Manche in der Region Normandie. Saint-Pair-sur-Mer gehört zum Arrondissement Avranches und zum Kanton Granville. Die Einwohner werden Saint-Parais genannt.

## Geografie

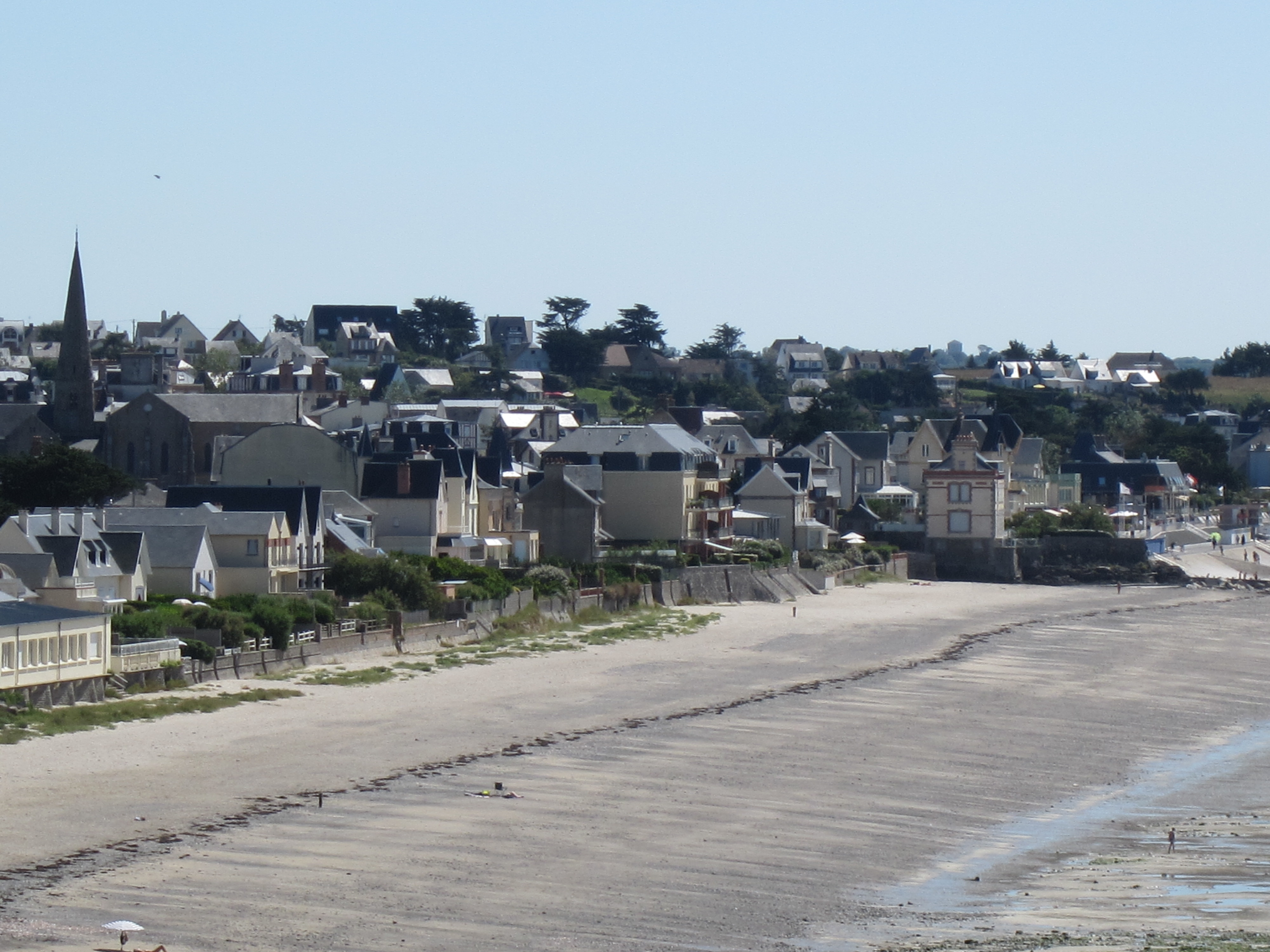
Blick auf Saint-Pair-sur-Mer von Granville aus

Saint-Pair-sur-Mer ist ein Seebad am Golf von Saint-Malo im Ärmelkanal. Durch die Gemeinde fließt der Thar bis zur Mündung in den Golf hinein. Umgeben wird Saint-Pair-sur-Mer von den Nachbargemeinden Granville im Norden, Saint-Plarchers im Nordosten, Saint-Aubin-des-Préaux im Osten, Saint-Pierre-Langers im Südosten sowie Jullouville im Süden und Südwesten.
Durch die Gemeinde führt die frühere Route nationale 811 (heutige D937).

## Geschichte
Bereits im 6. Jahrhundert bestand eine Siedlung, die anfänglich den Namen Scissy. Paternus von Avranches (Saint-Pair) soll als Einsiedler im Wald von Scissy die Abtei von Scissy gegründet haben.
Während der französischen Revolution trug Saint-Pair den Namen Pair-Libre.
Seit Ende des 19. Jahrhunderts ist der Ort Seebad. Ihren Zusatz -sur-Mer bekam die Gemeinde 1906.

### Bevölkerungsentwicklung
| Jahr      | 1962 | 1968 | 1975 | 1982 | 1990 | 1999 | 2006 | 2011 | 2018 |
| Einwohner | 1938 | 1835 | 2070 | 2540 | 3114 | 3616 | 3707 | 3896 | 4053 |

## Sehenswürdigkeiten
- Kirche Saint-Pair, Turm aus dem 12. Jahrhundert, Neubau aus den Jahren 1880 bis 1888, Monument historique
- Kapelle Sainte-Anne aus dem 13. Jahrhundert
- Kirche von Kairon (auch: Kirche Quéron)
- Karmelitenkonvent, Ende des 19. Jahrhunderts eingerichtet
- Brunnen Saint-Gaud

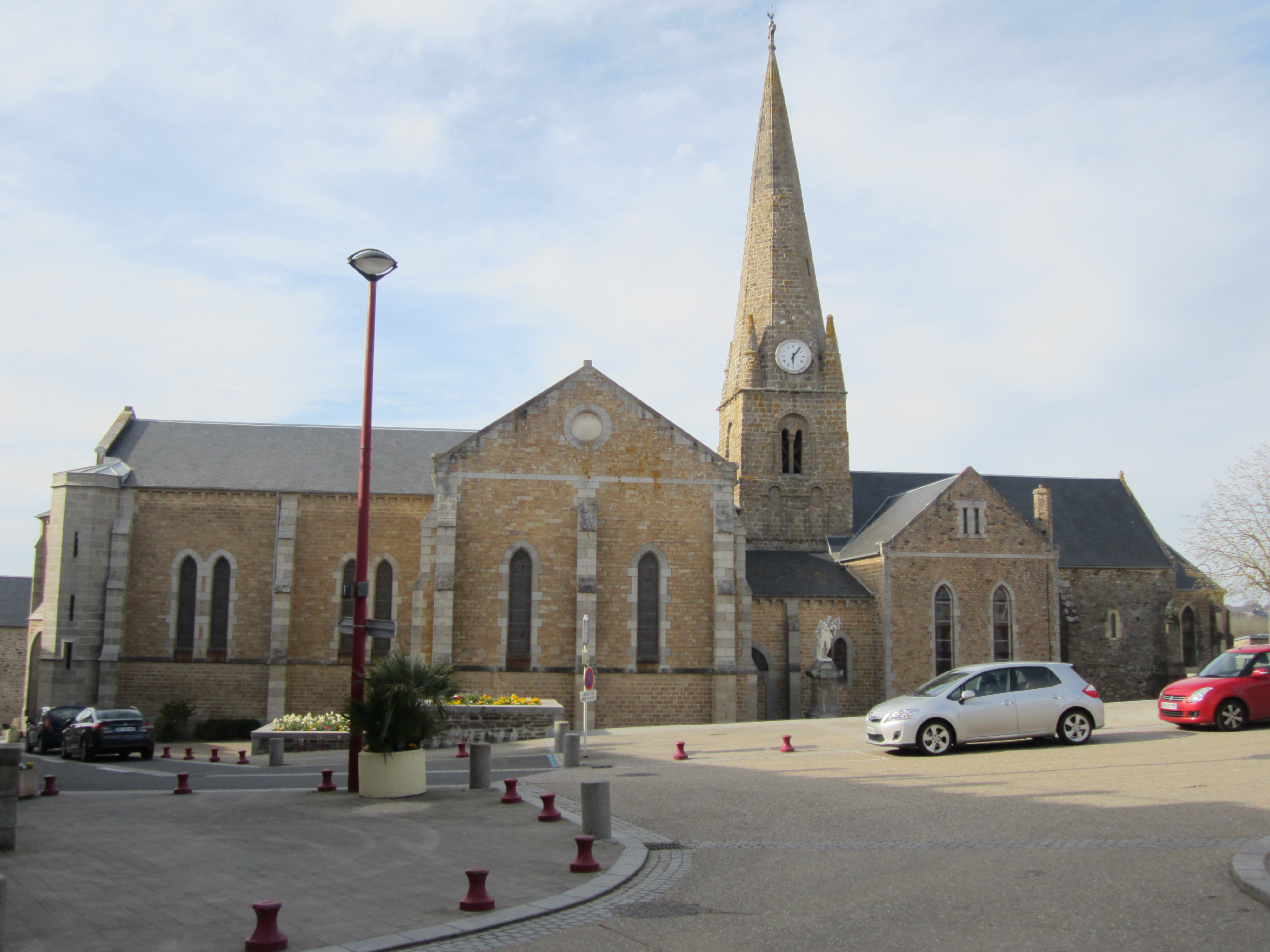
Kirche Saint-Pair
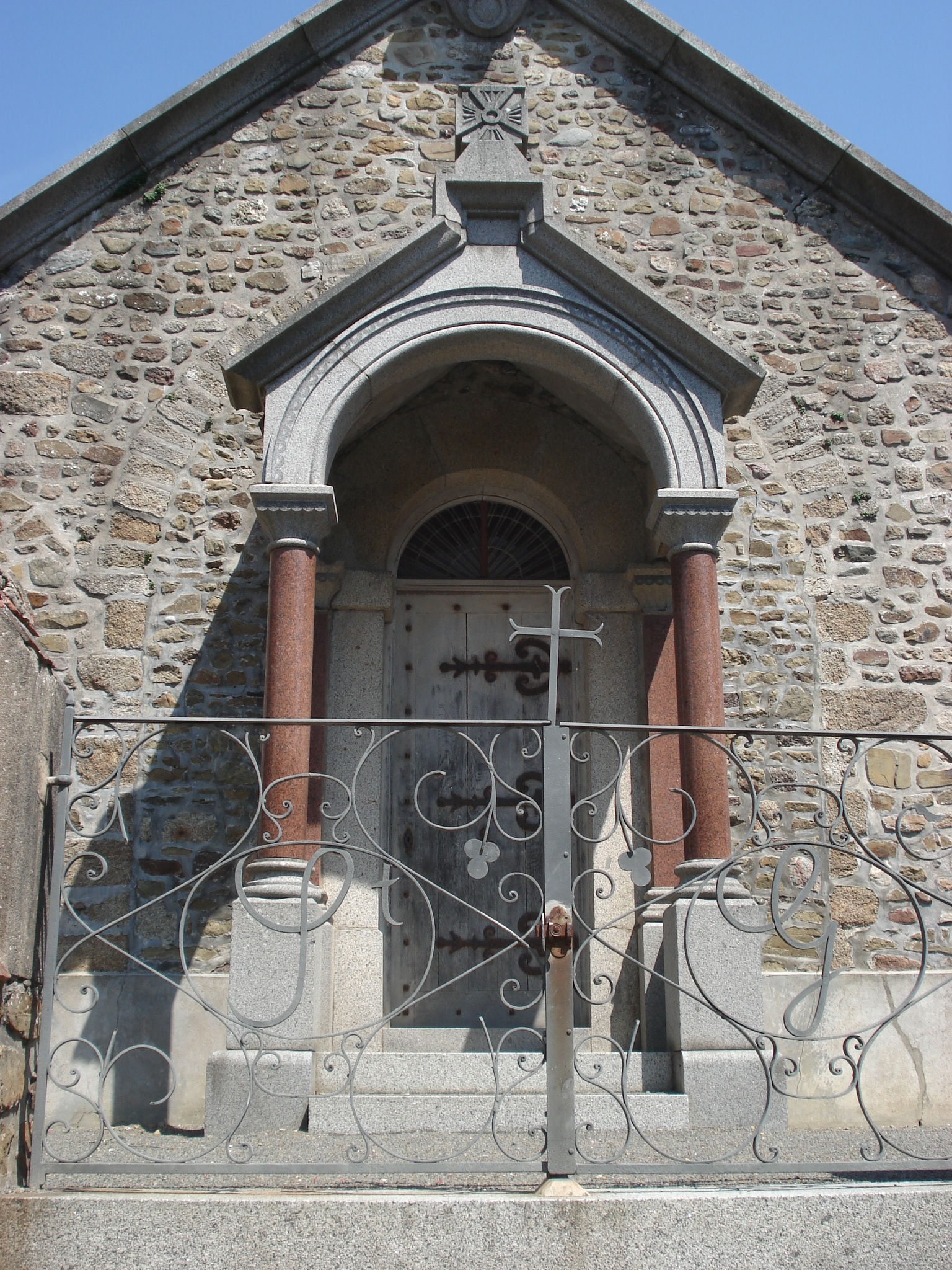
Kapelle Saint-Gaud
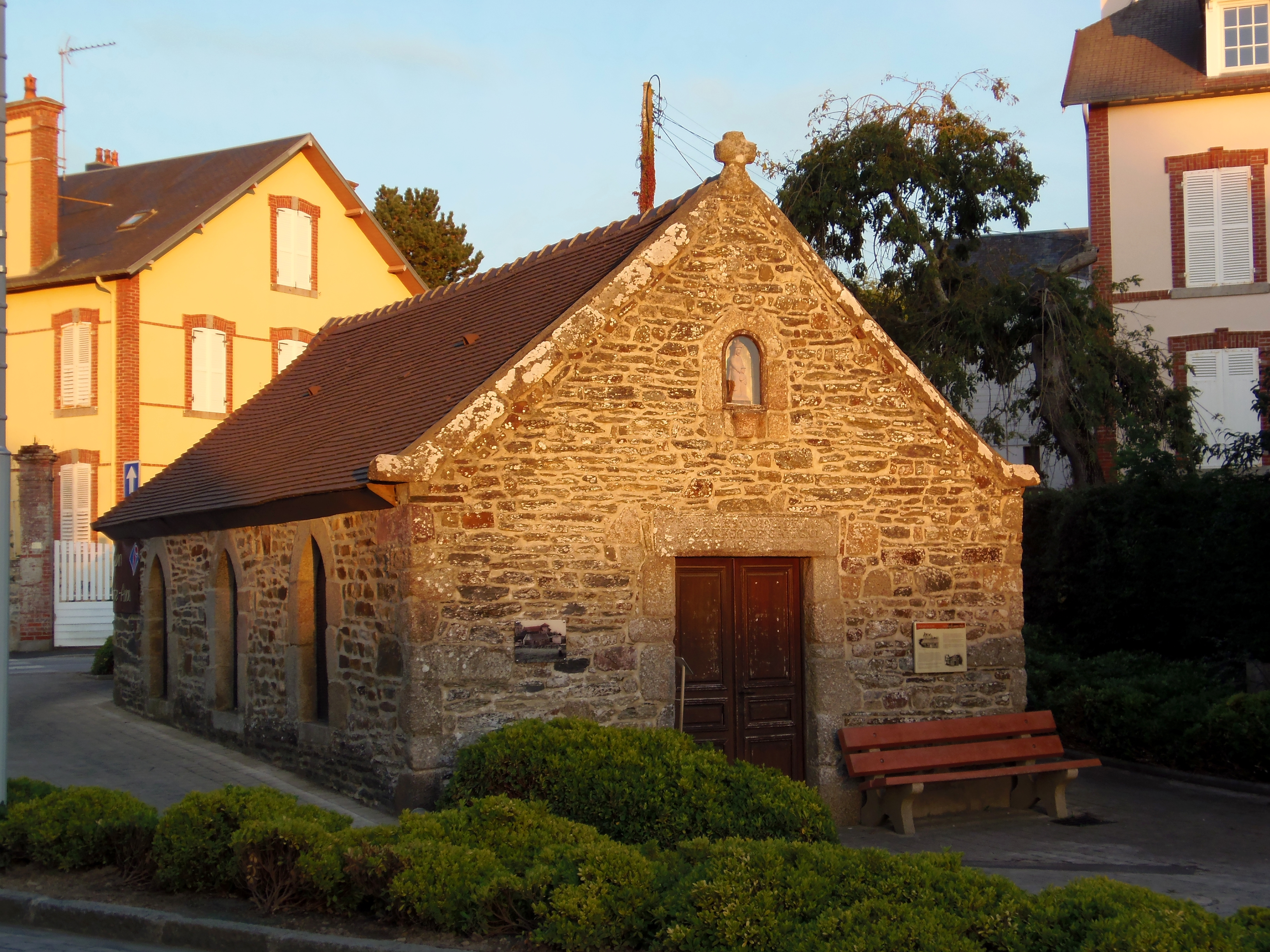
Kapelle Sainte-Anne

## Gemeindepartnerschaft
Mit der belgischen Gemeinden Houffalize in der Provinz Luxemburg (Wallonien) besteht seit 1981 eine Partnerschaft.

## Persönlichkeiten
- Paternus von Avranches (verstorben um 565), Bischof von Avranches sowie Einsiedler bei (und Namensgeber von) Saint-Pair-sur-Mer